# Ministerstwo Edukacji i Nauki Federacji Rosyjskiej
Ministerstwo Edukacji i Nauki Federacji Rosyjskiej (ros. Министерство образования и науки Российской Федерации, Минобрнауки России) – rosyjski federalny organ wykonawczy w zakresie polityki oraz regulacji prawnych w dziedzinie edukacji, nauki, badań, technologii i innowacji, nanotechnologii, własności intelektualnej, jak również w dziedzinie edukacji, pomocy społecznej i ochrony socjalnej studentów i uczniów w instytucjach edukacyjnych. 15 maja 2018 roku, decyzją prezydenta Putina, zostało rozdzielone na organy: Ministerstwo Oświaty oraz Ministerstwo Nauki i Szkolnictwa Wyższego.

## Struktura Ministerstwa Edukacji i Nauki Federacji Rosyjskiej
- Departament strategii, analiz i prognoz, ros. Департамент стратегии, анализа и прогноза;
- Departament budżetowy, księgowości i sprawozdawczości, ros. Департамент бюджетного процесса, учёта и отчётности;
- Departament polityki państwowej w sferze przygotowania kadr pracowniczych i Uzupełniającego Wykształcenia zawodowego, ros. Департамент государственной политики в сфере подготовки рабочих кадров и ДПО;
- Departament polityki państwowej w sferze wykształcenia ogólnego, ros. Департамент государственной политики в сфере общего образования;
- Departament zarządzania siecią podległych organizacji, ros. Департамент управления сетью подведомственных организаций;
- Departament służby państwowej, kadr i przygotowań mobilizacyjnych, ros. Департамент государственной службы, кадров и мобилизационной подготовки;
- Departament rozwoju priorytetowych kierunków nauki i technologii, ros. Департамент развития приоритетных направлений науки и технологий;
- Departament międzynarodowy, ros. Международный департамент;
- Departament zarządzania programami i procedur konkursowych, ros. Департамент управления программами и конкурсных процедур;
- Departament polityki państwowej w sferze wykształcenia wyższego, ros. Департамент государственной политики в сфере высшего образования;
- Departament polityki państwowej w sferze obrony praw dzieci, ros. Департамент государственной политики в сфере защиты прав детей;
- Depertament uzupełniającej edukacji dzieci, wychowania i polityki młodzieżowej, ros. Департамент дополнительного образования детей, воспитания и молодёжной политики;
- Departament administracyjny, ros. Административный департамент;
- Departament przygotowania i atestacji pracowników naukowych i naukowo-pedagogicznych, ros. Департамент подготовки и аттестации научных и научно-педагогических работников;
- Departament państwowej polityki naukowo-technicznej i innowacyjnej, ros. Департамент государственной научно-технической и инновационной политики;
- Departament prawny, ros. Правовой департамент.

## Ministrowie Edukacji i Nauki Federacji Rosyjskiej
- Andrej Fursenko(inne języki) (od 9 marca 2004 do 21 maja 2012)
- Dmitrij Liwanow(inne języki) (od 21 maja 2012 do 19 sierpnia 2016)
- Olga Wasiliewa(inne języki) (od 19 sierpnia 2016 do 18 maja 2018)